# Riells (Riells i Viabrea)
Riells (Sant Martí de Riells o Riells del Montseny) és una entitat de població del municipi de Riells i Viabrea, a la comarca de la Selva.
El poble és centrat en l'església romànica de Sant Martí de Riells, 

## Història
El municipi de Riells i Viabrea es va constituir el 1787 per la unió de Riells i de Viabrea. Aquest dos termes pertanyien a la Batllia de n'Orri del Vescomtat de Cabrera fins a l'abolició de l'antic règim senyorial.
Malgrat la pertinença a la Batllia de n'Orri, Riells havia estat tradicionalment de la Diòcesi de Barcelona, però el 1957 va passar a ser de la Diòcesi de Girona. Per una altra part, malgrat que havia format part de la Vegueria de Girona abans de la Nova Planta, va passar a ser del Corregiment de Mataró durant el S. XVIII.
La primera notícia documental del lloc de “Riellos” la trobem en un precepte datat el 9 de setembre de l'any 878. Amb la fundació de monestir de Breda el 1038, va passar sota la seva directa jurisdicció. El 1169 ja hi ha constància escrita que l'església de Riells està dedicada a Sant Martí de Tours.